# Solariella micraulax
Solariella micraulax is een slakkensoort uit de familie van de Solariellidae. De wetenschappelijke naam van de soort is voor het eerst geldig gepubliceerd in 1964 door James Hamilton McLean.